# Maya Washington
Maya Washington, född 20 maj 1982 i Toronto, Kanada,[källa behövs] är en filmskapare, skådespelare och författare.
Hon skrev och regisserade 2011 kortfilmen White Space med Ryan Lane i huvudrollen
2018 gjorde hon dokumentären Through the Banks of the Red Cedar